# Astroma granulosum
Astroma granulosum är en insektsart som beskrevs av Brunner von Wattenwyl 1890. Astroma granulosum ingår i släktet Astroma och familjen Proscopiidae. Inga underarter finns listade i Catalogue of Life.